# Form 639
Das Porzellanservice Form 639 wurde 1934 von Wilhelm Wagenfeld für die Porzellanmanufaktur Fürstenberg entworfen. Das schlichte Design wurde 1937 auf der Weltfachausstellung in Paris mit einer Goldmedaille ausgezeichnet. Das zeitlose Service wird bis heute noch in der Fürstenberger Porzellanmanufaktur hergestellt. Das Service Form 639 gehört mit den für die Porzellanfabrik Rosenthal 1938 und 1953 entworfenen Services Daphne und Gloriana zu den erfolgreichsten Arbeiten Wagenfelds, die er in Porzellan ausführte.

## Geschichte
Nach dem Tod von Direktor Mehner übernahm 1934 Fritz Kreikemeier die Leitung der Manufaktur. Durch Umstrukturierungen und Modernisierungen im Werk sowie Neuausrichtung der Produktpalette versuchte Kreikemeier, die schwierige wirtschaftliche Situation, die infolge der Weltwirtschaftskrise entstanden war, zu überwinden. Seinen Plan, Hermann Gretsch als Produktdesigner zu verpflichten, scheiterte an der vertraglichen Bindung Gretschs an die Porzellanfabrik Arzberg. Im Jahr 1934 konnte er jedoch Wilhelm Wagenfeld, einen der einflussreichsten Industriedesigner des Bauhauses, gewinnen, ein modernes Geschirrservice zu entwerfen. Wagenfeld arbeitete zu dieser Zeit überwiegend freiberuflich und war als Dozent an der Staatlichen Kunsthochschule in Berlin tätig.

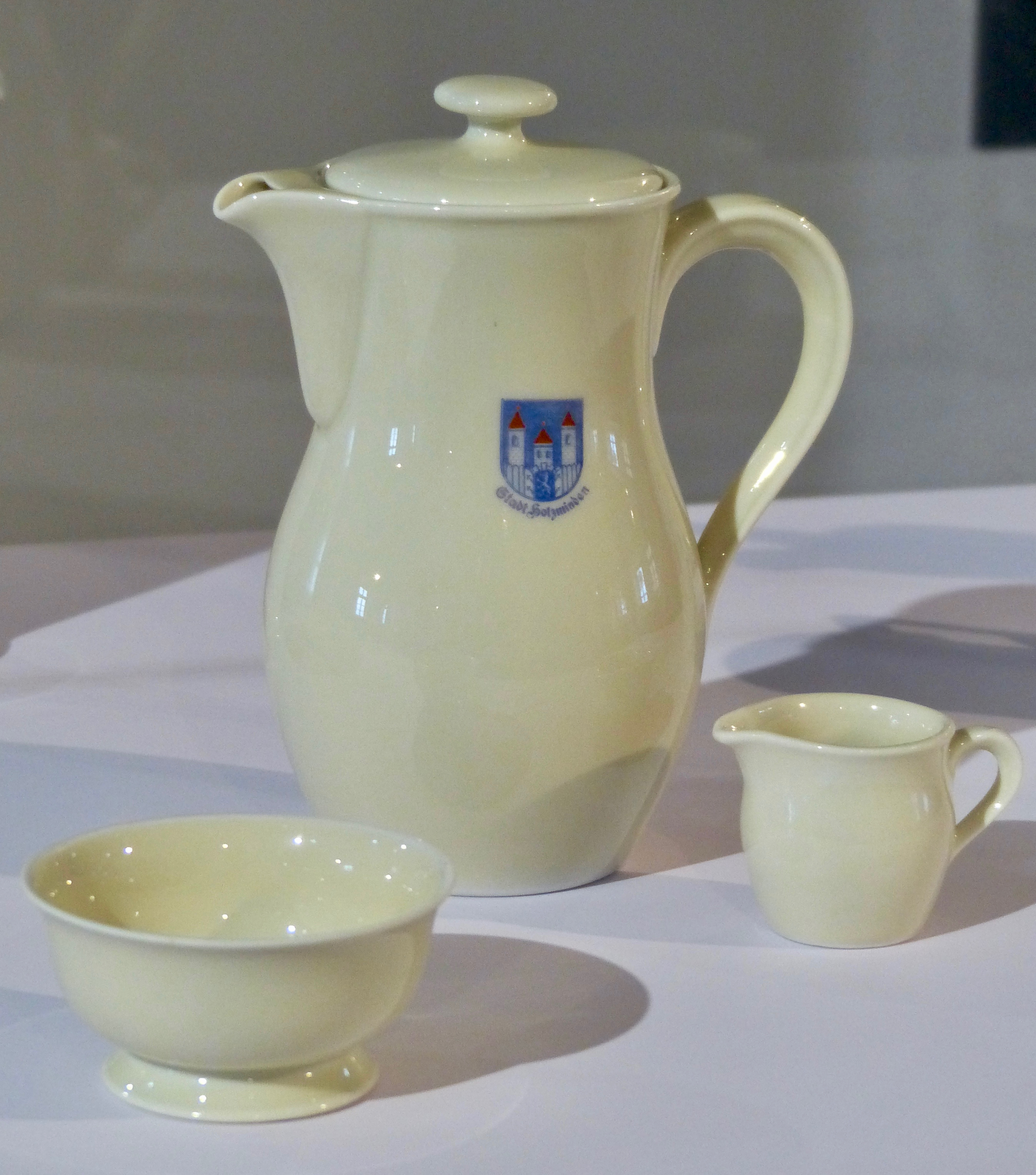
Serviceteile mit elfenbeinfarbener Glasur und Vignette, um 1940

Bereits seit 1933 baute Kreikemeier intensive Kontakte zur NSDAP auf, um für die Manufaktur Fürstenberg umfangreiche öffentliche Aufträge zu sichern. Er propagierte das schlichte Geschirrservice 639 als neues Fürstenberger Standardgeschirr, das für öffentliche Aufträge der Nationalsozialisten mit den unterschiedlichsten Vignetten dekoriert wurde. Unter anderem wurden Sonderausführungen für die Luftwaffe, den Reichsjägerhof "Hermann Göring", für das Reichsministerium für Volksaufklärung und Propaganda sowie für die Nationalpolitischen Erziehungsanstalten produziert. Für die 39 Schulen der Reichsjugendführung wurde 1943 das Service 639 mit einem seladonfarbenen Dekorband hergestellt. Darüber hinaus wurde das mit Monogrammen und Vignetten personalisierte Service in der robusteren Variante auch im Hotel- und Gastronomiebereich eingesetzt.
Nach dem Zweiten Weltkrieg wurden die Entwürfe Wagenfelds für das Service 639 von Walter Nitzsche überarbeitet und 1950 als Form 651 auf den Markt gebracht. Diese Form zeichnete sich durch eine traditionellere Formen- und Dekorsprache aus und stellte eine Abkehr von den funktionalistischen, schlichten Entwürfen Wagenfelds dar.
Im Zuge der Sortimentsreinigung bei der Porzellanmanufaktur Fürstenberg wurde 1957 die Produktion des nun nicht mehr dem Zeitgeist entsprechenden schlichten Service 639 eingestellt. Für das Handelshaus Boerma in Maastricht wurden Ende der 1950er Jahre Teile der Form 639 mit Teilen der Services 644 und 654 vereinigt und anschließend als Form 663 exklusiv vertrieben.

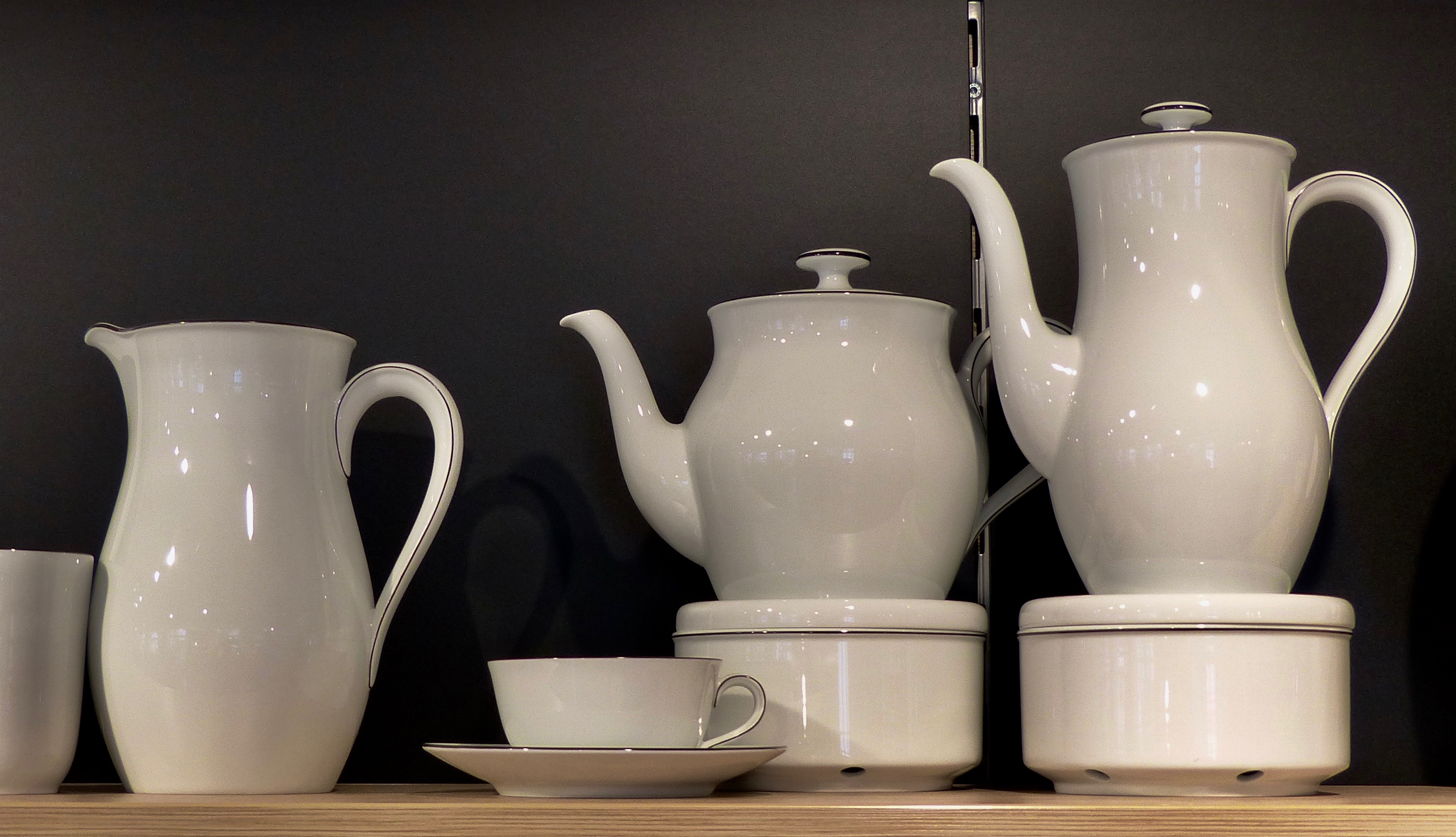
Geschirrteile des Porzellanservice Form 639

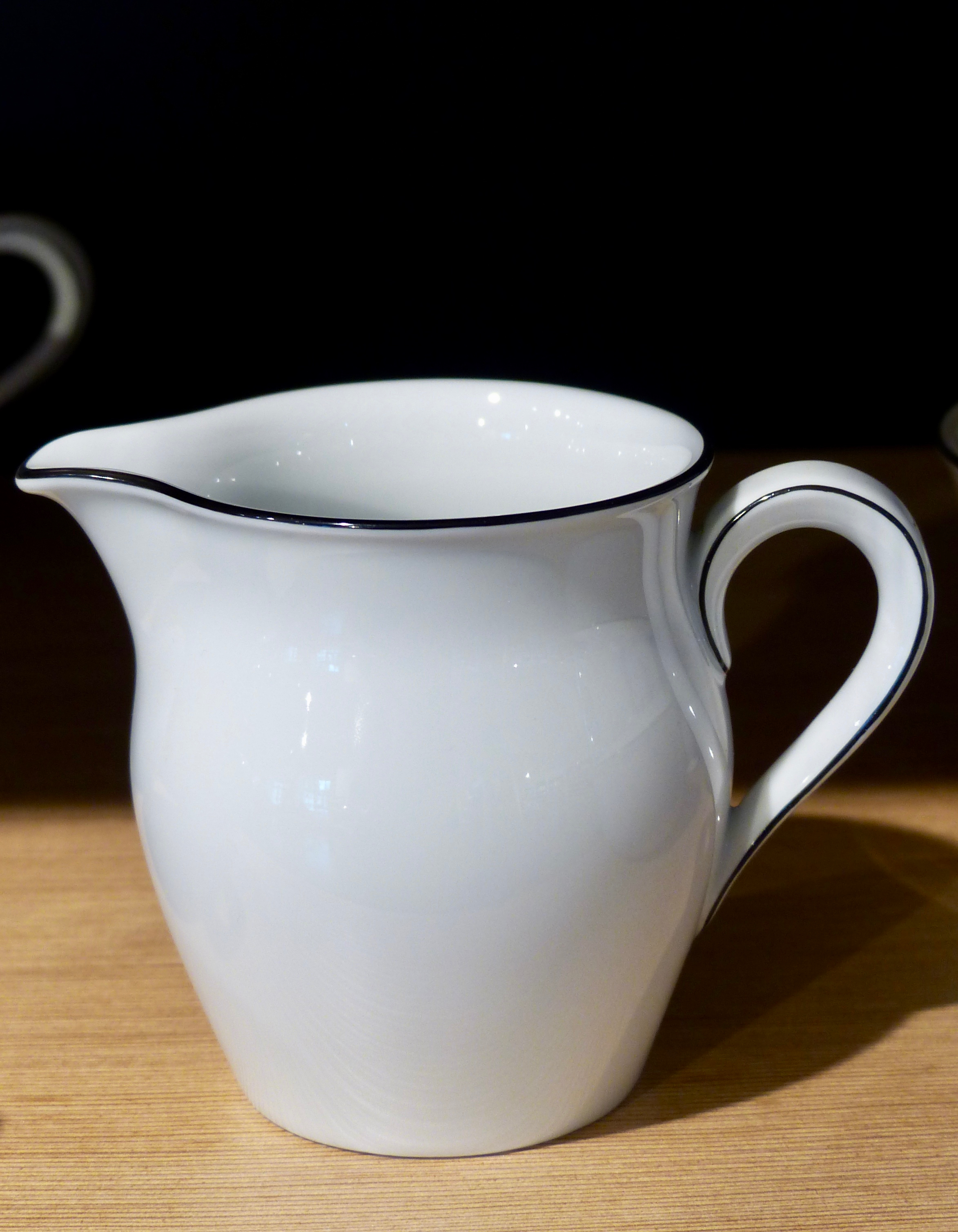
Sahnegießer

Seit den 2000er Jahren - begünstigt durch eine verstärkte Nachfrage nach Bauhaus- und Werkbund-Entwürfen – entschloss man sich bei Fürstenberg, das Geschirrservice 639 wieder in das Produktionsprogramm aufzunehmen.

## Designkonzept
Der Entwicklung der Porzellanserie lag Wagenfelds Idee zugrunde, individuell zusammenstellbare, elegante und zeitlose Geschirrservices zu gestalten, die nach und nach ergänzt werden können. Wilhelm Wagenfelds Entwurf zeichnete sich durch organische Formen mit gefälligen Rundungen aus, die Kanten sind durch schmale Wülste optisch betont. Die scheibenförmigen Knäufe der Deckel für die Kannen und Dosen werden mit kurzen Stielen mit dem Gefäß verbunden. Neben einem Tafel- und Kaffeeservice wurden von ihm auch Teile für ein Teeservice entworfen. Zur Verärgerung Wagenfelds ließ Kreikemeier in der Manufaktur Porzellanteile als Ergänzungen ohne Absprache mit dem Designer produzieren.

„Das Service 639, das um 1934 in Fürstenberg entstand, wurde tatsächlich in seinem Gesamtcharakter völlig verändert. Aber nicht durch Abänderung der Teile, die von mir gezeichnet und mit mir modelliert worden sind, sondern – was ebenso oder einschneidender ist – indem als "Entw. W." eine niedrige Teekanne, Zuckerschalen mit und ohne Fuss, eine niedrige Milchkanne, Suppentasse mit Deckel, Kinderbecher, Brotkorb, Buttersauciers, Kabaretts, Kompottschalen, Eierbecher, Grätenschalen, Managen [sic!], Sardinenschalen, Spargelplatten, Tortenplatten, Tropfschale mit Teller, Zuckerplateau, Saucenlöffel, ovale Sauciere, Saucenterrine, Salatieren mit Fahnen, Fischeinlageplatten und Teller mit weichen Rändern hinzukamen, lauter "Ergänzungen", die ich selbst zum ersten Male im Katalog dann entdeckte. Damit war das Service praktisch verdorben, mein Name nur Dekorationsmittel. [...]  Ich sprach sehr bald mit Kreikemeier und versuchte ihm klarzumachen, welch ein jämmerlicher Bastard das Geschirr durch sein eigenmächtiges Vorgehen geworden war. Ich konnte ihm ja beweisen, [...] wie notwendig für ein Service eine einheitliche Linie, die gleiche Hand spürbar sein muss, wenn nicht ein Kompromiss draus werden soll, der langweilt und sich nur schlecht verkaufen lässt.“

Ergänzend zu den Geschirrservices entwarf Wagenfeld 1934 für Fürstenberg einige Dekorationsartikel, wie diverse Vasen, eine Dose und einen Kerzenleuchter.

## Ausführungen und Dekore

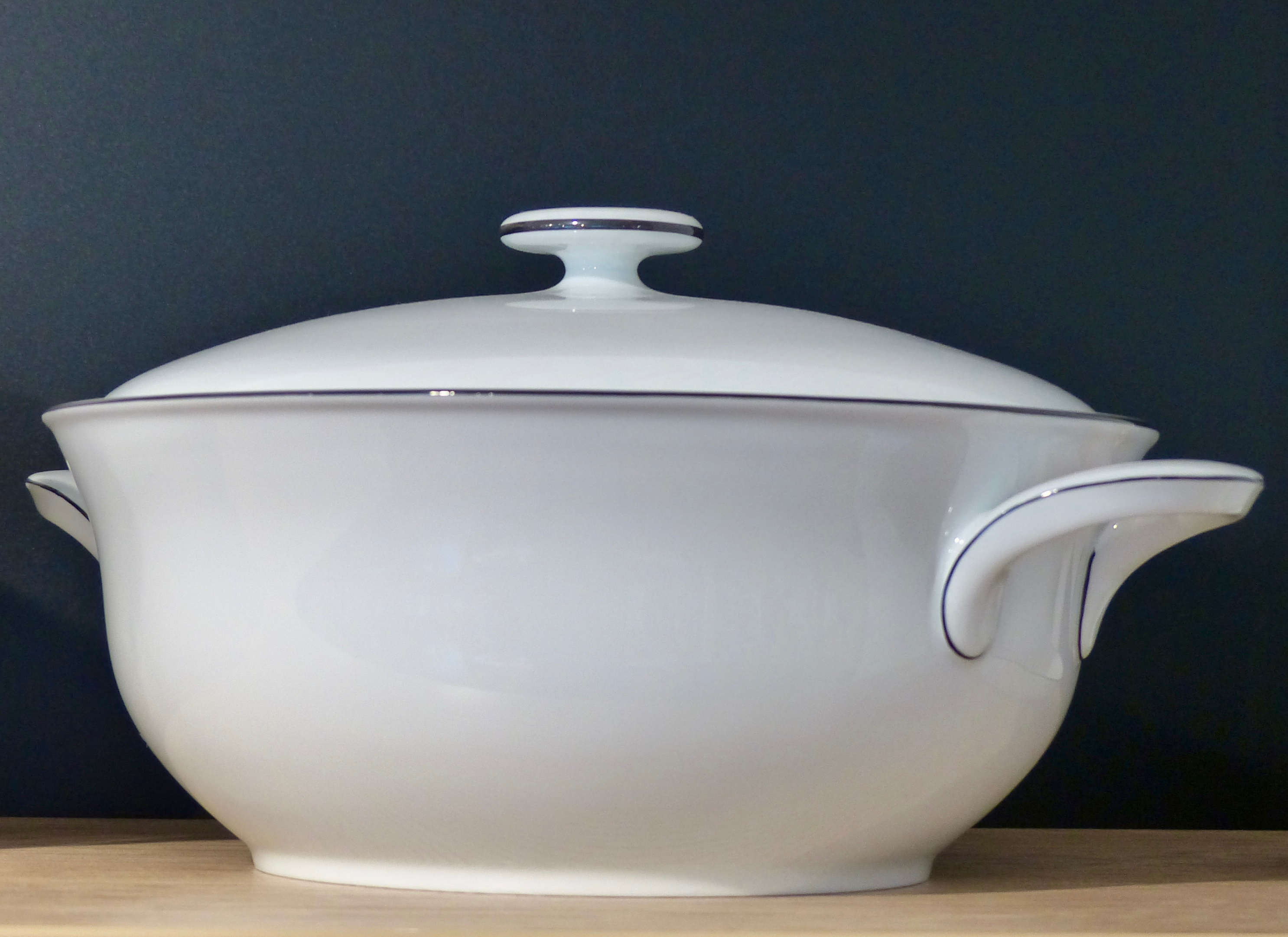
Deckelterrine des Services Form 639

In der Gegenwart wird das Kaffee-, Tee- und Tafelservice in reinweißer Glasur, weiß mit einem Platinrand oder weiß mit schwarzer Kontur hergestellt. In den 1930er Jahren wurde die Form 639, dem Zeitgeist entsprechend, auch mit elfenbeinfarbener Glasur und als grünliches Seladon-Porzellan ausgeführt. Neben einer Haushaltsausführung wurde das Service auch in einer robusteren Qualität für den Hotel- und Gastronomiebereich hergestellt.
Besonders in der Zeit des Nationalsozialismus wurde das Service mit floralen Dekoren, Monogrammen und Vignetten verziert. Darüber hinaus wurde das schlichte Service häufig durch unterschiedlich farbige Konturen dekoriert. Auf Goldstaffage musste während des Krieges verzichtet werden, da nach dem Kriegsausbruch die Verwendung von Edelmetallen für Produkte des Inlandsmarktes untersagt worden war. Verbreitet waren in dieser Zeit auch Streublümchendekore, die in einem Widerspruch zu den einfachen, schlichten Entwürfen Wagenfelds standen.

## Auszeichnungen
Das Kaffee-, Tee- und Speiseservice wurde in den 1930er Jahren auf verschiedenen Gewerbeschauen und Kunstausstellungen gezeigt. Im Jahr 1936 erhielt das Wagenfeld-Service 639 auf der 6. Triennale in Mailand die zweithöchste Auszeichnung, ein Ehrendiplom. Ein Jahr später wurde das Service auf der Weltfachausstellung in Paris mit einer Goldmedaille geehrt.